# Amegilla calceifera
Amegilla calceifera es una especie de abeja excavadora perteneciente al género Amegilla, categorizada en la tribu Anthophorini, de la subfamilia Apinae. Fue descrita científicamente por el naturalista inglés Theodore Dru Alison Cockerell en 1911.
Mide 8-12 mm de longitud (0,3-0,5 pulgadas). Suele habitar en jardines, praderas, áreas agrícolas y bordes de bosques.

## Distribución
Se distribuye por varios países del continente asiático, entre ellos, Turquía, India, Malasia, China, Tailandia, Birmania, Nepal y Corea del Norte.